# Kreis Flatow

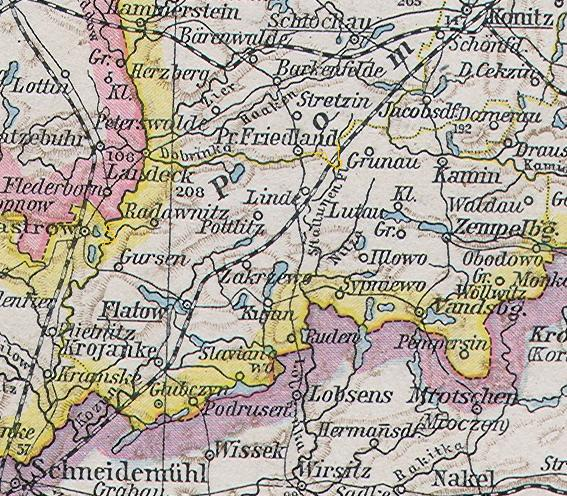
Der Kreis Flatow in den Grenzen von 1818 bis 1920

Die Provinz Westpreußen bis 1920
Regierungsbezirk Danzig
Regierungsbezirk Marienwerder

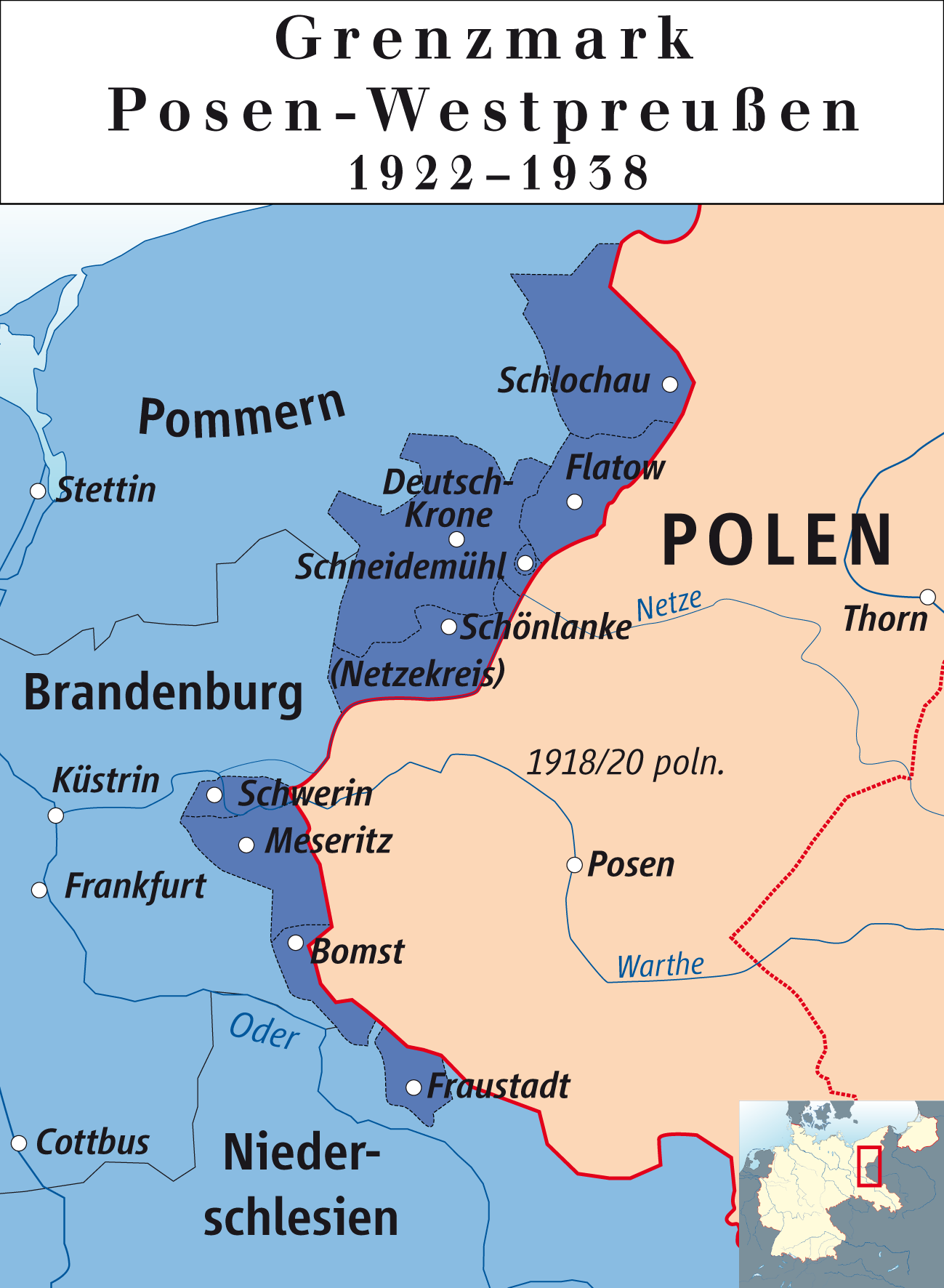
Karte der Provinz Grenzmark Posen-Westpreußen mit Kreisgrenzen (1938)

Der Kreis Flatow war ein Landkreis, der zwischen 1818 und 1945 in Preußen bestand. Er gehörte zunächst zu Westpreußen. Seine Westhälfte verblieb nach dem Ersten Weltkrieg im Deutschen Reich, wurde Teil der Grenzmark Posen-Westpreußen und gehörte von 1938 bis 1945 zur Provinz Pommern. Heute liegt das ehemalige Kreisgebiet in den polnischen Woiwodschaften Kujawien-Pommern und Großpolen.

## Verwaltungsgeschichte
Das Gebiet des Kreises Flatow gehörte ursprünglich zum Kreis Kamin im Netzedistrikt, der durch die erste polnische Teilung 1772 zu Preußen gekommen war. Im Rahmen der preußischen Provinzialbehörden-Verordnung vom 30. April 1815 und ihren Ausführungsbestimmungen kam der Raum um Flatow zum neuen Regierungsbezirk Marienwerder der neuen Provinz Westpreußen. Im Rahmen der Kreisreform im Regierungsbezirk Marienwerder vom 1. April 1818 wurde der Kreis Flatow gegründet. Er setzte sich zusammen aus den fünf Städten Flatow, Kamin, Krojanke, Vandsburg und Zempelburg, dem Amt Kamin sowie 98 adligen Gütern. Sitz des Landratsamtes war die Stadt Flatow.
Vom 3. Dezember 1829 bis zum 1. April 1878 waren Westpreußen und Ostpreußen zur Provinz Preußen vereinigt, die seit dem 1. Juli 1867 zum Norddeutschen Bund und seit dem 1. Januar 1871 zum Deutschen Reich gehörte.
Nach dem Ersten Weltkrieg musste mit Inkrafttreten des Versailler Vertrags am 10. Januar 1920 der östliche Teil des Kreises Flatow mit den Städten Vandsburg, Zempelburg und Kamin i. Wpr. zum Zweck der Einrichtung des Polnischen Korridors ohne Volksabstimmung an Polen abgetreten werden. Dort lebten 30.516 Menschen, von denen 8.600 Personen Polen waren. Dieser östliche Teil bildete bis zum Überfall auf Polen 1939 den polnischen Powiat Sępoleński.
Am 20. November 1919 wurde der Kreis dem neuen Verwaltungsbezirk Grenzmark Westpreußen-Posen mit Sitz in Schneidemühl unterstellt. Zum 11. Januar 1921 wurde der Verwaltungsbezirk „Grenzmark Westpreußen-Posen“ in „Grenzmark Posen-Westpreußen“ umbenannt. Am 1. Juli 1922 wurde aus dem Verwaltungsbezirk die neue Provinz Grenzmark Posen-Westpreußen gebildet. Gleichzeitig wurde der Kreis um den nördlichen Zipfel des ehemaligen Kreises Kolmar mit der Gemeinde Schönfeld vergrößert. Deckungsgleich mit der Provinz wurde am 1. August 1922 der neue Regierungsbezirk Schneidemühl gebildet.
Zum 30. September 1928 fand im Kreis Flatow wie im übrigen Freistaat Preußen eine Gebietsreform statt, bei der alle Gutsbezirke bis auf einen aufgelöst und benachbarten Landgemeinden zugeteilt wurden. Im Jahr 1934 kündigte die polnische Staatsregierung den Minderheitenschutzvertrag zwischen den Alliierten und Assoziierten Hauptmächten und Polen von 1919 auf, wovon die deutsche Bevölkerung in demjenigen Teil des Kreisgebiets betroffen war, der 1920 an Polen gefallen war. Am 1. Oktober 1938 wurde der Kreis Flatow nach der Auflösung der Provinz Grenzmark Posen-Westpreußen in die Provinz Pommern eingegliedert. Der Regierungsbezirk Schneidemühl erhielt aus Traditionsgründen die Bezeichnung „Grenzmark Posen-Westpreußen“.
Nach dem Überfall auf Polen im September 1939 wurde der 1920 abgetretene Teil des Kreisgebiets vom Deutschen Reich annektiert. Im Frühjahr 1945 wurde das Gebiet des Kreises Flatow von der Roten Armee besetzt. Nach Einstellung der Kampfhandlungen wurde das Kreisgebiet 1945 von der sowjetischen Besatzungsmacht der Volksrepublik Polen zur Verwaltung überlassen. Im Kreisgebiet begann danach die Zuwanderung von Polen, die zunächst vorwiegend aus den Gebieten östlich der Curzon-Linie kamen. In der Folgezeit wurde die einheimische deutsche Bevölkerung von der polnischen Administration aus dem Kreis vertrieben.

## Bevölkerungsentwicklung
Im Folgenden eine Übersicht nach Einwohnerzahl, Konfessionen und Sprachgruppen:
| Jahr                                          | 1821                | 1831                | 1852                | 1861                | 1871                | 1890                | 1900                | 1910                | 1925              | 1933              | 1939             |
| Einwohner                                     | 28.854              | 36.066              | 52.761              | 58.695              | 63.303              | 65.156              | 65.752              | 69.186              | 41.241            | 40.567            | 39.211           |
| Evangelische Katholiken Juden                 | 14.630 11.842 2.282 | 19.378 14.063 2.625 | 30.578 19.076 3.107 | 34.511 21.205 2.971 | 37.084 23.511 2.538 | 37.482 25.584 2.079 | 37.573 26.450 1.692 | 38.578 29.364 1.221 | 26.676 13.585 603 | 25.973 14.016 449 | 25.197 13.380 83 |
| deutschsprachig zweisprachig polnischsprachig |                     | 22.012 - 14.054     | 38.139 - 14.622     | 43.758 - 14.937     |                     | 47.990 825 16.328   | 48.081 921 16.738   | 50.648 1.510 17.021 |                   |                   |                  |

Der Historiker Joachim Zdrenka zeichnete mit Hilfe umfangreicher statistischer Analysen am Beispiel des Kreises Flatow die Bevölkerungsentwicklung sowie die Verschiebungen zwischen Deutschen und Polen als ethnischen Hauptgruppen bzw. Protestanten, Katholiken und Juden als Religionsgemeinschaften von der Wende des 19. zum 20. Jahrhundert bis zum Ende des Zweiten Weltkriegs nach. Hiernach fielen von rund 30.000 Angehörigen der Wehrmacht ca. 10.000 Personen, darunter auch Reichsdeutsche polnischer Sprache, allein im Zweiten Weltkrieg. Das entsprach knapp neun Prozent der örtlichen Bevölkerung. In den Konzentrationslagern der Nazis verstarben gleichzeitig aus dem Kreis Flatow 546 namentlich bekannte Juden, 64 namentlich nachgewiesene Roma, 28 namentlich belegte Polen und acht namentlich aufgefundene Deutsche. Von 2960 Personen jüdischer Abstammung, die in den Standesamtsregistern des Kreises Flatow aufgeführt sind, fielen insgesamt zwei Drittel dem Holocaust zum Opfer.

## Politik

### Landräte
- 1818–1825: Ferdinand August de l’Homme de Courbière (1786–1825)
- 1827–1832: Wilhelm Schirmeister
- 1832–1833: Wilkens
- 1833–1851: Bernhard Otto Curt von Beneckendorff und von Hindenburg († 1861)
- 1852–0000: Wagner (kommissarisch)
- 1852–0000: Ebmeyer (kommissarisch)
- 1852–1882: Benno von Weiher (1810–1882)
- 1882–1894: Alfred von Conrad (1852–1914)
- 1895–1915: Fritz von Massenbach (1861–1915)[8]
- 1915–1916: Ludwig Bartels
- 1916–1929: Kurd Janssen (1881–1953) (von 1919 bis 1920 Generalkommissar für die Übergabe der Zivilverwaltung der an Polen abzutretenden Teile des Kreises)
- 1929–1934: Werner Snay (1892–1946)
- 1934–1935: Waldemar Voege (1901–1962) (vertretungsweise)
- 1935–0000: Lothar von Perfall (vertretungsweise)
- 1935–1937: Friedrich Ackmann (1903–1972)[9]
- 1943–0000: Paul Wilke (vertretungsweise)
- 1943–0000: C. Knabe (vertretungsweise)
- 1943–0000: Danzig (kommissarisch)

### Kommunalverfassung
Der Kreis Flatow gliederte sich in Städte, in Landgemeinden und – bis zu deren nahezu vollständiger Auflösung im Jahre 1928 – in Gutsbezirke. Mit Einführung des preußischen Gemeindeverfassungsgesetzes vom 15. Dezember 1933 gab es ab dem 1. Januar 1934 eine einheitliche Kommunalverfassung für alle preußischen Gemeinden. Mit Einführung der Deutschen Gemeindeordnung vom 30. Januar 1935 wurde zum 1. April 1935 das Führerprinzip auf Gemeindeebene durchgesetzt. Eine neue Kreisverfassung wurde nicht mehr geschaffen; es galt weiterhin die Kreisordnung für die Provinzen Ost- und Westpreußen, Brandenburg, Pommern, Schlesien und Sachsen vom 19. März 1881.

### Wahlen
Im Deutschen Reich bildete der Kreis Flatow zusammen mit dem Kreis Schlochau den Reichstagswahlkreis Marienwerder 7. Der Wahlkreis wurde in der Regel von konservativen Kandidaten gewonnen:
- 1871: Botho Heinrich zu Eulenburg, Deutschkonservative Partei
- 1874: Botho Heinrich zu Eulenburg, Deutschkonservative Partei
- 1877: Botho Heinrich zu Eulenburg, Deutschkonservative Partei
- 1878: Adalbert von Flottwell, Deutschkonservative Partei
- 1881: Viktor von Tepper-Laski, Freikonservative Partei
- 1884: Wilhelm Scheffer, Deutschkonservative Partei
- 1887: Wilhelm Scheffer, Deutschkonservative Partei
- 1890: Wilhelm Scheffer, Deutschkonservative Partei
- 1893: Georg von Kanitz, Deutschkonservative Partei
- 1898: Robert Hilgendorff, Deutschkonservative Partei
- 1903: Otto Böckler, Deutsche Reformpartei
- 1907: Fritz Wilckens, Deutschkonservative Partei
- 1912: Wilhelm von Knigge, Deutschkonservative Partei

## Amtsbezirke, Städte und Gemeinden

### 1920 an die Zweite Polnische Republik abgetretene Städte und Gemeinden
Zur östlichen Kreishälfte, die 1920 an Polen abgetreten wurde, gehörten die folgenden Städte und Gemeinden:
| - Damerau - Eichfelde - Groß Loßburg - Groß Lutau - Groß Wisniewke - Groß Wöllwitz - Groß Zirkwitz - Grünlinde - Hohenfelde - Illowo - Jasdrowo - Jastrzembke - Kamin i. Wpr., Stadt | - Klein Lutau - Klein Wisniewke - Klein Wöllwitz - Klein Zirkwitz - Klotzbuden - Komierowo - Lilienhecke - Lindebuden - Lubcza - Neu Waldau - Nichors - Obendorf - Obkaß | - Pempersin - Petznick - Plötzig - Radonsk - Rogalin - Salesch - Schmilowo - Schönhorst - Schönwalde - Sechau - Seemark - Sittnow - Soßnow | - Suchoronczek - Sypniewo - Vandsburg, Stadt - Waldau - Waldowke - Wilkowo - Wittkau - Wittun - Wordel - Zempelburg, Stadt - Zempelkowo |

### Städte und Gemeinden 1945
Zum Ende seines Bestehens im Jahr 1945 umfasste der Kreis zwei Städte und 66 weitere Gemeinden:
| - Adlig Landeck - Aspenau - Augustendorf - Battrow - Blankwitt - Böck - Buschdorf - Conradsfelde - Deutsch Fier - Dobrin - Espenhagen - Flatow, Stadt - Friedrichsbruch - Glumen - Gresonse - Groß Butzig - Groß Friedrichsberg | - Grunau - Gursen - Hammer - Hohenfier - Kappe - Karlsdorf - Kietz - Kirschdorf - Klein Butzig - Klein Friedrichsberg - Kleschin - Kölpin - Königsdorf - Krojanke, Stadt - Krummenfließ - Kujan - Lanken | - Lessendorf - Linde - Lugetal - Mittel Friedrichsberg - Neu Battrow - Neu Butzig - Neu Grunau - Neuhof - Petzin - Posenberg - Pottlitz - Preußenfeld - Proch - Radawnitz - Ruden - Sakollnow - Schmirdau | - Schmirtenau - Schwente - Schönfeld - Seedorf (Grenzmark) - Seefelde - Steinau - Steinmark - Stewnitz - Straßfurt - Tarnowke - Treuenheide - Wengerz - Wilhelmsbruch - Wilhelmssee - Wittenburg - Wonzow - Ziskau |

Zum Kreis gehörte außerdem der gemeindefreie Forstgutsbezirk Kujan.
In der Zwischenkriegszeit waren mehrere Eingemeindungen erfolgt:
- Buntowo, 1928 zu Seefelde
- Blankenfelde, am 1. Oktober 1937 zu Blankwitt
- Strusendorf, am 1. April 1938 zu Steinau
- Hütte, am 1. Oktober 1939 zu Lanken

### Amtsbezirke
Die Landgemeinden des Kreises waren in den 1930er Jahren in 20 Amtsbezirke gegliedert. Die Städte des Kreises waren amtsfrei.
| - Adlig Landeck - Battrow - Glumen - Groß Butzig - Grunau | - Gursen - Kujan - Kölpin - Lanken - Linde | - Lugetal - Petzin - Pottlitz - Radawnitz - Sakollnow | - Schwente - Seefelde - Steinau - Stewnitz - Tarnowke |

### Namensänderungen
Im Verlauf des 20. Jahrhunderts wurden in mehreren Fällen Ortsnamen als „nicht deutsch“ genug angesehen und erhielten eine lautliche Angleichung oder Übersetzung:
- Augustowo → Augustendorf, 1914
- Cziskowo → Ziskau, 1912
- Dollnik → Wittenburg, 1926
- Glubschin → Steinau, 1926
- Hüttenbusch → Wilhelmsbruch, 1928
- Klukowo → Blankenfelde, 1928
- Leßnick → Lessendorf, 1928
- Obodowo → Obendorf, 1908
- Ossowke → Espenhagen, 1926
- Ossowo → Aspenau, 1926
- Paruschke → Treuenheide, 1926
- Petzewo → Deutsch Fier, 1926
- Podrusen → Preußenfeld, 1927
- Polnisch Wisniewke → Lugetal, 1913
- Skietz → Kietz, 1926
- Slawianowo → Steinmark, 1933
- Smirdoro bei Flatow → Schmirdau, 1909
- Smirdoro bei Krojanke → Schmirtenau, 1909
- Wersk → Seedorf, 1926
- Zakrzewke → Seemark, 1907
- Zakrzewo → Buschdorf, 1935

## Patenschaft
Eine Patenschaft für den Heimatkreis Flatow hat der niedersächsische Landkreis Gifhorn übernommen. Unter anderem befindet sich im dortigen Historischen Museum, gelegen im Gifhorner Schloss, eine Flatower Heimatstube mit kleinem Archiv und Büchersammlung. Neue Entwicklungen führten in den letzten Jahren zum Aufbau freundschaftlicher Kontakte Gifhorner Gruppen zu polnischen Partnern in Stadt und Kreis (powiat) Zlotow, den Nachfolgern der früheren deutschen Gebietskörperschaften.

## Verkehr
Den Kreis Flatow durchzog seit 1871 die Strecke Schneidemühl – Dirschau der Preußischen Ostbahn >115.0<. Erst 35 Jahre später wurde Flatow zum Ausgangspunkt einer Nebenbahn der Preußischen Staatsbahn nach Vandsburg >115.c<. Es folgte 1914 noch eine weitere Verbindung von der Kreisstadt nach Deutsch Krone mit einer Abzweigung in Wengerz nach Jastrow >115.f+f²<.